# Grão Mogol
Grão Mogol é um município histórico brasileiro do estado de Minas Gerais.

## História
Grão Mogol, antigo distrito criado em 1840/1891 e subordinado ao município de Montes Claros, foi elevado à categoria de vila pela Lei provincial nº 171 de 23 de março de 1849 e recebeu status de cidade em 1858.
A história de Grão Mogol também é ligada com Guálter Martins Pereira, o primeiro e único barão de Grão-Mogol.

## Geografia
Localizada nos confins da Serra do Espinhaço ao norte de Minas Gerais, o perímetro urbano da cidade está situado sobre um platô de 829m de altitude. A vegetação é de cerrado caracterizada pelas formações savânicas e campestres. Localizada numa região de transição entre o semi-árido e o cerrado, a cidade sofre muito com a estiagem e a secura do fins de outono até o fim do primeiro mês de primavera.

### Clima
Tropical de Altitude tipo Aw, tipo Savana ou Cerrado, onde o efeito da secura nos invernos são maiores em que outros climas tropicais de altitude como em São Paulo. Seu clima é mais úmido durante os meses de outubro a abril, durante os meses de maio a setembro a cidade sofre com uma intensa estiagem que gera grandes secas e baixas umidades no ar, podendo trazer sérios problemas de saúde para a população local e à agricultura.
Os verões são quentes e bastante úmidos com noites frescas e invernos muito secos e razoavelmente quentes durante o dia e frios durante a noite podendo abaixar para até 5 °C durante a noite (a perda de calor é muito grande devido à falta de nuvens para retê-lo durante este período). O outono entre março e abril ainda é úmido, a partir de maio até junho, começa o período seco desta estação que se intensifica até a entrada do inverno no dia 21 de junho. A primavera começa ainda muito seca no mês de setembro e a umidade e as precipitações começam a voltar completamente ao normal durante o mês de outubro e chega ao final do mês de dezembro superúmida, e a temperatura tanto noturna quão diurna ascende consideravelmente.
Segundo dados do Instituto Nacional de Meteorologia (INMET), referentes ao período de 1919 a 1961, a menor temperatura registrada em Grão Mogol foi de 1 °C em 29 de julho de 1953 e a maior alcançou 35,6 °C em 25 de janeiro do mesmo. O maior acumulado de precipitação em 24 horas atingiu 146,8 milímetros (mm) em 18 de março de 1955. Outros acumulados iguais ou superiores a 100 mm foram 126,6 mm em 20 de janeiro de 1940, 117,4 mm em 17 de dezembro de 1953, 113,6 mm em 30 de janeiro de 1937, 104,2 mm em 19 de novembro de 1936 e 103,8 mm em 21 de novembro de 1943.
| Dados climatológicos para Grão Mogol                                                     | Dados climatológicos para Grão Mogol | Dados climatológicos para Grão Mogol | Dados climatológicos para Grão Mogol | Dados climatológicos para Grão Mogol | Dados climatológicos para Grão Mogol | Dados climatológicos para Grão Mogol | Dados climatológicos para Grão Mogol | Dados climatológicos para Grão Mogol | Dados climatológicos para Grão Mogol | Dados climatológicos para Grão Mogol | Dados climatológicos para Grão Mogol | Dados climatológicos para Grão Mogol | Dados climatológicos para Grão Mogol |
| Mês                                                                                      | Jan                                  | Fev                                  | Mar                                  | Abr                                  | Mai                                  | Jun                                  | Jul                                  | Ago                                  | Set                                  | Out                                  | Nov                                  | Dez                                  | Ano                                  |
| ---------------------------------------------------------------------------------------- | ------------------------------------ | ------------------------------------ | ------------------------------------ | ------------------------------------ | ------------------------------------ | ------------------------------------ | ------------------------------------ | ------------------------------------ | ------------------------------------ | ------------------------------------ | ------------------------------------ | ------------------------------------ | ------------------------------------ |
| Temperatura máxima recorde (°C)                                                          | 35,6                                 | 34,6                                 | 34,8                                 | 33,4                                 | 32,6                                 | 30,4                                 | 30,8                                 | 33                                   | 34,8                                 | 35,4                                 | 36,5                                 | 36,9                                 | 36,9                                 |
| Temperatura máxima média (°C)                                                            | 29,1                                 | 29,4                                 | 28,3                                 | 27,2                                 | 25,5                                 | 24,7                                 | 24,5                                 | 26,5                                 | 28,3                                 | 29                                   | 28,1                                 | 27,8                                 | 27,4                                 |
| Temperatura média (°C)                                                                   | 22,9                                 | 23,1                                 | 22,4                                 | 21,2                                 | 19,4                                 | 18,3                                 | 17,8                                 | 19                                   | 21,2                                 | 22,3                                 | 22,1                                 | 22,1                                 | 21                                   |
| Temperatura mínima média (°C)                                                            | 16,7                                 | 16,9                                 | 16,6                                 | 15,3                                 | 13,4                                 | 12                                   | 11,2                                 | 11,6                                 | 14,1                                 | 15,6                                 | 16,1                                 | 16,4                                 | 14,7                                 |
| Temperatura mínima recorde (°C)                                                          | 10                                   | 10,2                                 | 9                                    | 7                                    | 4,2                                  | 5                                    | 1                                    | 2,2                                  | 5                                    | 7                                    | 7,5                                  | 9                                    | 1                                    |
| Precipitação (mm)                                                                        | 160,7                                | 94                                   | 110,8                                | 47                                   | 12                                   | 5,2                                  | 7,7                                  | 5,1                                  | 22                                   | 86,5                                 | 191                                  | 220,7                                | 962,7                                |
| Fonte: Climate-data.org (climatologia de temperatura) e EMBRAPA (médias de precipitação) |                                      |                                      |                                      |                                      |                                      |                                      |                                      |                                      |                                      |                                      |                                      |                                      |                                      |
| Fonte 2: INMET (recordes de temperatura: 18/09/1919 a 31/12/1961)                        |                                      |                                      |                                      |                                      |                                      |                                      |                                      |                                      |                                      |                                      |                                      |                                      |                                      |

### Hidrografia
- Rio Itacambiraçu

### Rodovias
- MG-307
- BR-251